# Glaube Feitosa
Glaube "Brazilian Warrior" Feitosa (São Paulo, 9 de abril de 1973) é um kickboxer e carateca de karate kyokushin brasileiro e atualmente competidor do K-1. Ele mora e treina em Curitiba, no Paraná na Academia de Mauricio "Shogun" Rua. Glaube faz o treinamento do competidor e ex-campeão do UFC, Maurício "Shogun" Rua.

## Carreira
Glaube estreou com derrota no K-1, em setembro de 1998, contra Mike Bernardo.
Em 2005, Feitosa ganhou o K-1 World Grand Prix 2005 em Las Vegas e foi finalista do K-1 World Grand Prix 2005.

## Títulos
- 2005 - Finalista do K-1 World Grand Prix Final 2005 em Tóquio
- 2005 - Campeão do K-1 World Grand Prix 2005 em Las Vegas
- 2005 - MVP no Kyokushin Karate World Cup em Paris
- 2003 - 4º lugar no 8º Kyokushin World Open Tournament Championship
- 1999 - 4º lugar no 7º Kyokushin World Open Tournament Championship
- 1997 - 2º lugar no All World Karate-do Championship-Heavyweight
- 1997 - Campeão do America's Cup Karate-do
- 1997 - Campeão do All South American Karate-do
- 1997 - Campeão do All Brazil Karate-do Champion
- 1996 - Campeão do All Brazil Karate-do Champion
- 1995 - 8º lugar no 6º Kyokushin World Open Tournament Championship

## Histórico de lutas
| 17 Vitórias (11 (T)KO's, 6 Decisões), 17 Derrotas, 1 Empate |           |                     |                                                         |                              |       |       |
| Data                                                        | Resultado | Oponente            | Evento                                                  | Método                       | Round | Tempo |
| 26/09/2009                                                  | Derrota   | Errol Zimmerman     | K-1 World Grand Prix 2009 Final 16, Seul, Coreia do Sul | Decisão (Maioria)            | 3     | 3:00  |
| 28/03/2009                                                  | Vitória   | Junichi Sawayashiki | K-1 World GP 2009 in Yokohama, Yokohama, Japão          | TKO (Desistência do córner)  | 2     | 0:48  |
| 27/09/2008                                                  | Derrota   | Errol Zimmerman     | K-1 World GP 2008 Final 16, Seul, Coreia do Sul         | Decisão (Unânime)            | 3     | 3:00  |
| 29/06/2008                                                  | Derrota   | Badr Hari           | K-1 World GP 2008 in Fukuoka, Japão, -100 kg Title      | KO (Cruzado de direita)      | 1     | 2:26  |
| 13/04/2008                                                  | Vitória   | Alex Roberts        | K-1 World GP 2008 in Yokohama, Japão                    | KO (Chute alto de esquerda)  | 2     | 1:58  |
| 08/12/2007                                                  | Derrota   | Semmy Schilt        | K-1 World GP 2007 Final, Japão                          | Decisão                      | 3     | 3:00  |
| 29/09/2007                                                  | Vitória   | Chalid Arrab        | K-1 World GP 2007 in Seoul Final 16, Coreia do Sul      | Decisão                      | 3     | 3:00  |
| 28/04/2007                                                  | Derrota   | Remy Bonjasky       | K-1 World GP 2007 in Hawaii, EUA                        | Decisão (Maioria)            | 3     | 3:00  |
| 02/12/2006                                                  | Derrota   | Peter Aerts         | K-1 World Grand Prix 2006, Japão                        | TKO (Paralisação do árbitro) | 2     | 1:02  |
| 02/12/2006                                                  | Vitória   | Ruslan Karaev       | K-1 World Grand Prix 2006, Japão                        | KO (Chute alto)              | 1     | 1:11  |
| 30/09/2006                                                  | Vitória   | Paul Slowinski      | K-1 World GP 2006 Final Elimination, Japão              | Decisão (Unânime)            | 3     | 3:00  |
| 30/07/2006                                                  | Vitória   | Musashi             | K-1 World GP 2006 in Sapporo, Japão                     | Decisão (Unânime)            | 3     | 3:00  |
| 19/11/2005                                                  | Derrota   | Semmy Schilt        | K-1 World Grand Prix 2005, Japão                        | KO (Joelhada)                | 1     | 0:48  |
| 19/11/2005                                                  | Vitória   | Musashi             | K-1 World Grand Prix 2005, Japão                        | KO (Joalhada voadora)        | 2     | 1:05  |
| 19/11/2005                                                  | Vitória   | Gary Goodridge      | K-1 World Grand Prix 2005, Japão                        | Decisão (Unânime)            | 3     | 3:00  |
| 23/09/2005                                                  | Derrota   | Semmy Schilt        | K-1 World GP 2005 in Osaka Finais                       | Decisão (Unânime)            | 3     | 3:00  |
| 30/04/2005                                                  | Vitória   | Gary Goodridge      | K-1 World GP 2005 in Las Vegas, EUA                     | KO                           | 1     | 2:40  |
| 30/04/2005                                                  | Vitória   | Carter Williams     | K-1 World GP 2005 in Las Vegas, EUA                     | TKO                          | 2     | 2:56  |
| 30/04/2005                                                  | Vitória   | Dewey Cooper        | K-1 World GP 2005 in Las Vegas, EUA                     | Decisão (Unânime)            | 3     | 3:00  |
| 19/03/2005                                                  | Vitória   | Cheick Kongo        | Ichigeki Paris 2005                                     | Decisão (Unânime)            | 3     | 3:00  |
| 25/09/2004                                                  | Derrota   | Ernesto Hoost       | K-1 World GP 2004 in Tokyo, Japão                       | Decisão (Unânime)            | 3     | 3:00  |
| 17/07/2004                                                  | Vitória   | Toa                 | K-1 World GP 2004 in Seoul, Coreia do Sul               | KO                           | 1     | 1:49  |
| 30/05/2004                                                  | Vitória   | Alistair Overeem    | Ichigeki Kyokushin vs K-1 All Out Battle, Japão         | KO (Soco)                    | 1     | 2:13  |
| 22/02/2003                                                  | Vitória   | Pavel Majer         | Ichigeki 2003, Japão                                    | KO                           | 3     |       |
| 05/10/2002                                                  | Derrota   | Peter Aerts         | K-1 World GP 2002 in Saitama, Japão                     | Decisão (Unânime)            | 3     | 3:00  |
| 14/07/2002                                                  | Derrota   | Martin Holm         | K-1 World GP 2002 in Fukuoka, Japão                     | KO (Soco)                    | 1     | 2:20  |
| 03/03/2002                                                  | Empate    | Musashi             | K-1 World GP 2002 in Nagoya, Japão                      | Empate                       | 5     | 3:00  |
| 08/10/2001                                                  | Derrota   | Michael McDonald    | K-1 World GP 2001 in Fukuoka, Japão                     | Decisão (Unânime)            | 3     | 3:00  |
| 17/03/2001                                                  | Vitória   | Tsuyoshi Nakasako   | K-1 Gladiators 2001, Japão                              | KO (Chute alto de esquerda)  | 2     | 0:57  |
| 09/10/2000                                                  | Derrota   | Mirko Filipović     | K-1 World GP 2001 in Fukuoka, Japão                     | Decisão (Unânime)            | 3     | 3:00  |
| 05/08/2000                                                  | Derrota   | Tomasz Kucharzewski | K-1 USA Championships 2000, EUA                         | TKO                          | 1     | 2:03  |
| 05/08/2000                                                  | Vitória   | George Randolph     | K-1 USA Championships 2000, EUA                         | KO (Soco)                    | 1     | 1:07  |
| 23/04/2000                                                  | Derrota   | Andy Hug            | K-1 The Millennium, Japão                               | Decisão (Unânime)            | 3     | 3:00  |
| 27/09/1998                                                  | Derrota   | Masaaki Satake      | K-1 World GP 1998 Opening, Japão                        | Decisão                      | 5     | 3:00  |
| 18/07/1998                                                  | Derrota   | Mike Bernardo       | K-1 Dreams 1998, Japão                                  | TKO                          | 1     | 1:42  |